# Бассен (Во)
Бассен (фр. Bassins) — громада  в Швейцарії в  франкомовному кантоні Во, округ Ньйон.

## Географія
Громада розташована на відстані близько 110 км на південний захід від Берна, 32 км на захід від Лозанни.
Бассен має площу 20,8 км², з яких на 3,4% дозволяється будівництво (житлове та будівництво доріг), 35,5% використовуються в сільськогосподарських цілях, 60,9% зайнято лісами, 0,1% не є продуктивними (річки, льодовики або гори).

## Демографія
2019 року в громаді мешкало 1386 осіб (+21,7% порівняно з 2010 роком), іноземців було 22,9%. Густота населення становила 67 осіб/км².
За віковим діапазоном населення розподілялося таким чином: 25,5% — особи молодші 20 років, 62,3% — особи у віці 20—64 років, 12,3% — особи у віці 65 років та старші. Було 529 помешкань (у середньому 2,6 особи в помешканні).
Із загальної кількості 233 працюючих 50 було зайнятих в первинному секторі, 51 — в обробній промисловості, 132 — в галузі послуг.

## Транспорт
У місті знаходиться автобусна станція, через яку організовано автобусне сполучення з сусідніми населеними пунктами.

## Галерея

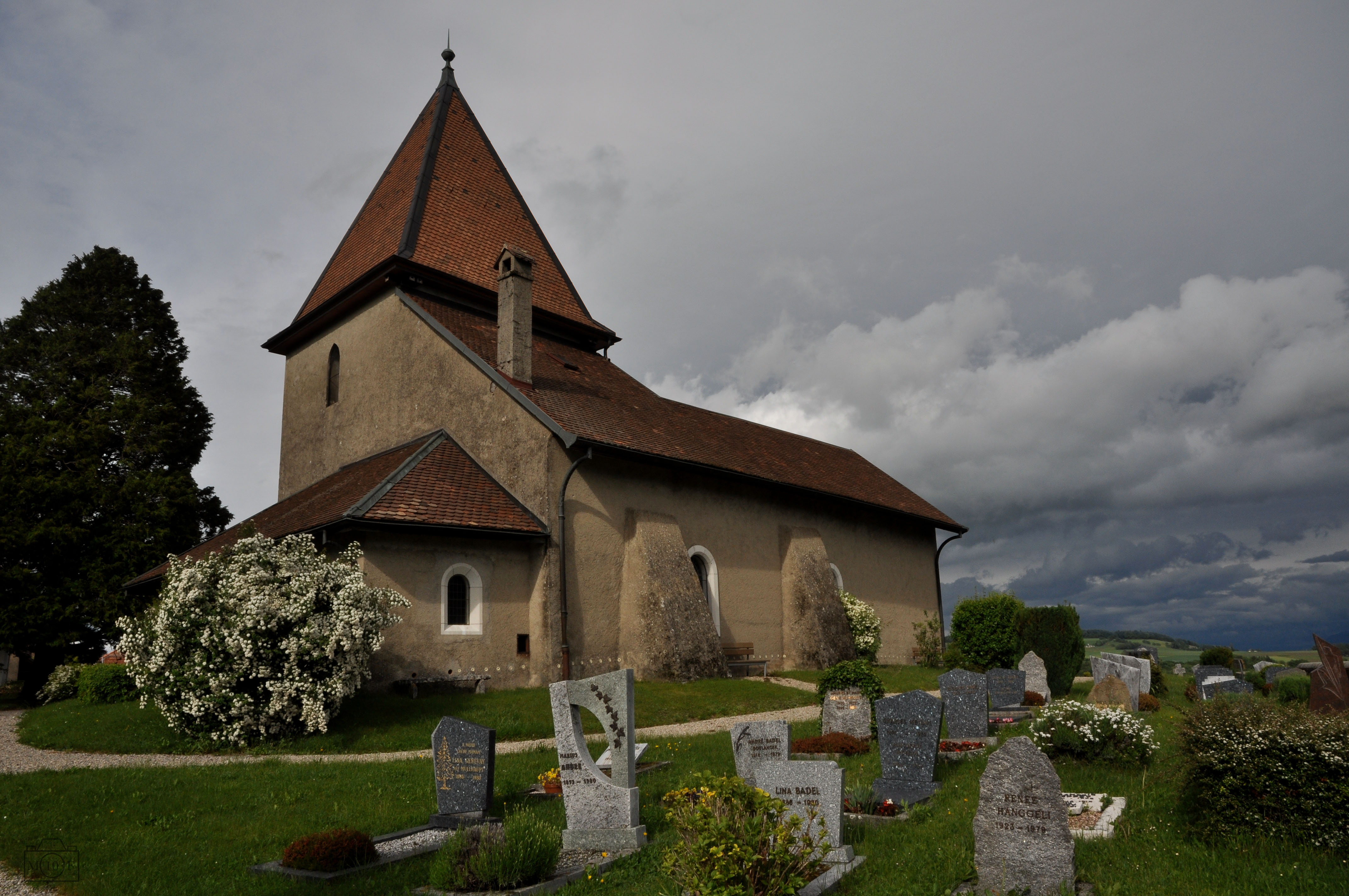
Церква Нотр-Дам в Басені
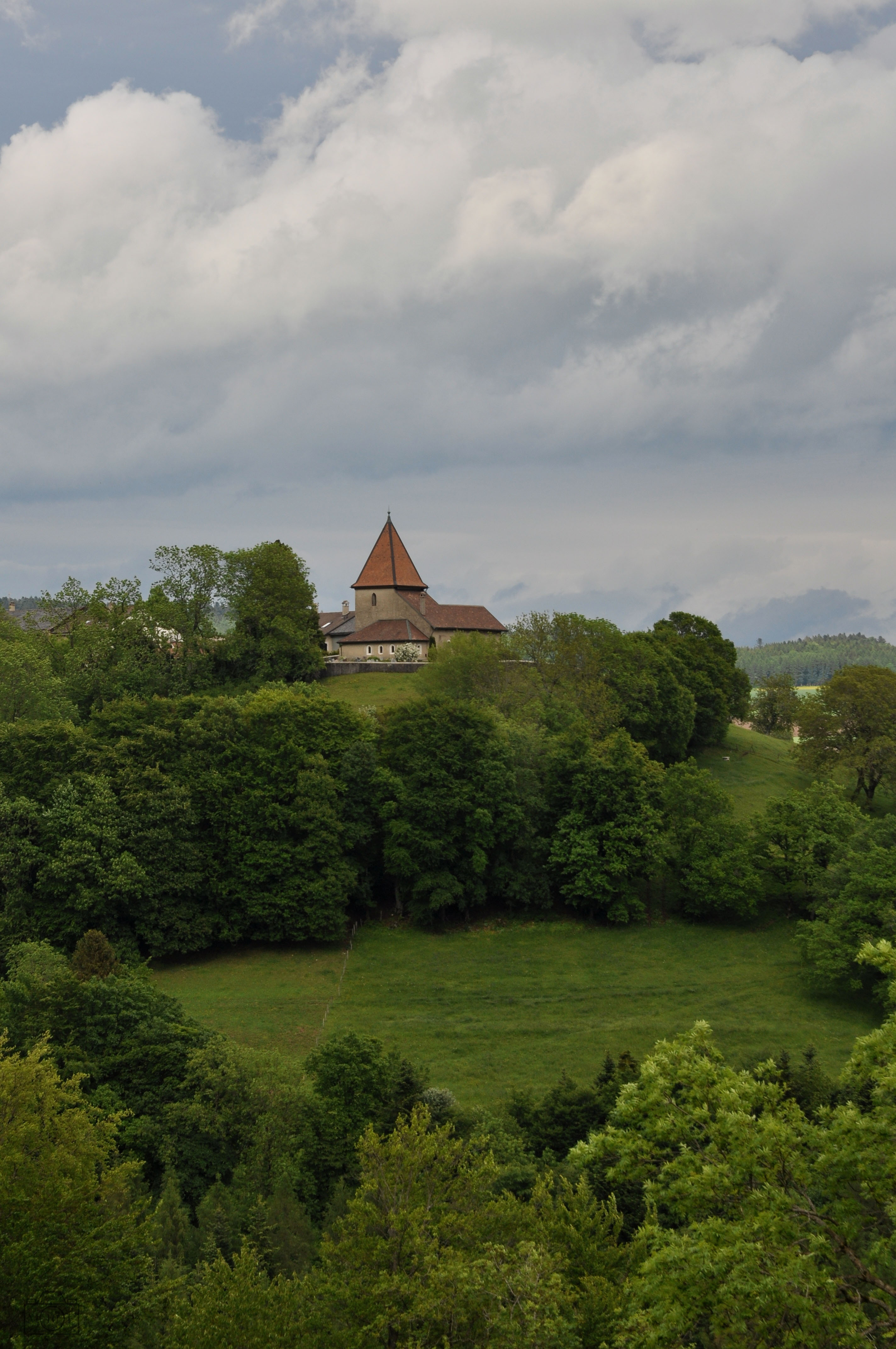
Панорамний вид на церкву